# Michele Mastromarino
Michele Mastromarino (Càller, 1 de novembre de 1893 – Càller, 25 de juny de 1986) va ser un gimnasta artístic italià que va competir a començaments del segle xx.
El 1920 va prendre part en els Jocs Olímpics d'Anvers, on guanyà la medalla d'or en el concurs complet per equips del programa de gimnàstica.